# European Maritime Awareness in the Strait of Hormuz
Den europæisk maritime mission i Hormuzstrædet, også kendt som EMASoH, er et multinationalt militært initiativ, som er støttet af 9 europæiske lande. Missionen er drevet af Frankrig og konstrueret som en ”coalition of the willing” uafhængigt af Den Europæiske Union. Indenfor EMASoH initiativet kører en militær operation, der hedder AGENOR. Operationen har kørt siden 2020 og har til formål at øge maritim sikkerhed i regionen. AGENOR’s operative hovedkvarter ligger i De Forenede Arabiske Emirater.

## Baggrund
Hormuzstrædet er et strategisk knudepunkt, som forbinder Golfen til Det Arabiske Hav og Det Indiske Ocean. Nord for strædet ligger Iran og i syd ligger De Forenede Arabiske Emirater og Musandam, som er en Omansk enklave, der befinder sig på det nordligste punkt af Hormusstrædets sydlige kystlinje. I det snævre stræde befinder der sig flere øer: Hormuz, som har lagt navn til strædet, Kish, Quishm, Abu Musa, Great Tunb og Lesser Tunb. Disse øer ligger på vigtige strategiske positioner. Strædet er ca. 21 sømil (39 kilometer) bredt på det snævreste punkt, hvor skibstrafikken bliver opdelt i 2 ruter a 2 sømil (3.7 kilometers) bredde. Den vestgående rute, ind i Golfen, passerer gennem Iransk territorialfarvand, mens den østgående rute, ud ad Golfen, passerer gennem Omansk territorialfarvand. De 2 ruter er adskilt af en 2 sømil bred buffer for at forhindre kollisioner. Strædet er dybt nok til de største olietankskibe.

### Økonomisk kontekst
Hormuzstrædet er en vigtig livline til petroleum. I 2011 blev der hver dag transporteret 17 millioner tønder olie gennem strædet. Det svarer til ca. 35% af al petroleum, der blive transporteret med skib og ca. 20% af al handel med råolie i hele verden. Olien kommer fra Iran, Irak, Kuwait og Saudi Arabien. I 2018 blev der transporteret 20,7 millioner tønder olie gennem strædet. Hvis strædet potentielt blev lukket ville det få enorme konsekvenser for hele verdens olieforsyning.

### Historie
I juni 2019 blev 2 olietankskibe angrebet tæt ved strædet, hvorved det ene skib brød i brand. De 44 besætningsmedlemmer fra Kokuka Courageous og Front Altair blev reddet af et iransk skib. Tidligere samme år var 4 andre tankskibe blevet angrebet ud for De Forende Arabiske Emiraters kyst. Det vides endnu ikke, hvad, der lå til grund for angrebene. Det hollandske firma, Boskalis, som leverer tjenesteydelser til det maritime miljø, blev sat til at bjærge de to skadede tankskibe. I juli 2019 blev det britiske olietankskib, Stena Impero, beslaglagt i strædet, og endnu et skib blev tilbageholdt men senere frigivet. I 2020 og 2021 blev flere tankskibe enten tilbageholdt eller angrebet i Hormuzstrædet.
I 2019 blev der registreret stigende usikkerhed og ustabilitet i Golfen særligt i Hormuzstrædet med flere maritime og ikke-maritime hændelser på grund af stigende regionale spændinger. På grund af den skrøbelige situation i Golfen og Hormuzstrædet, og for at deeskalere de regionale spændinger, oprettede den franske regering i januar, 2020, et europæisk initiativ, den maritime mission EMASoH, sammen med Belgien, Danmark, Tyskland, Grækenland, Italien, Holland og Portugal. Norge har siden september 2021 tilsluttet sig og deltaget i EMASoH som den 9’ende europæiske nation.
Baseret på princippet om ”friheden til at sejle” i overensstemmelse med FN’s havretskonvention (UNCLOS) bidrager missionen til sikker passage gennem Hormuzstrædet

## Missionen
EMASoH er et politisk og diplomatisk initiativ, som er sat sammen for at øge overvågningen i Golf-regionen, Hormuzstrædet og Omanbugten, for at få kendskab til det maritime miljø og berolige den civile skibstraffik. Formålet er at udbrede princippet om retten til fri sejlads. EMASoH består af 2 spor: Et diplomatisk og et militært. Det militære spor bliver kaldt for Operation AGENOR. Operationen lægger vægt på europæisk sammenhold med en neutral attitude og fokuserer på deeskalering samt at bidrage til en sikker skibspassage gennem området. EMASoH vil neutralisere spændinger og bidrage til et sikkert maritimt miljø. EMASoH vil genopbygge tillid og sikkerhed for at berolige den civile skibstrafik.
Ved hjælp af overflade- og luftenheder vil EMASoH monitere det maritime miljø og etablere sit eget ikke-forudindtagede kendskab til det maritime område, hvilket vil gøre dem i stand til at oplyse og berolige den civile skibstrafik i operationsområdet. Der er i dag 7 nationer, der bidrager til opretholdelsen af Operation AGENOR i form af personel og kapaciteter. Tyskland og Portugal yder kun politisk støtte til det diplomatiske spor af EMASoH.

### Det diplomatiske spor af EMASoH
EMASoH’s diplomatiske spor bliver ledet af en ”Senior Civilian Representative” (SCR), for nuværende den danske ambassadør Jakob Brix-Tange. SCR er udpeget af en ”Political Contact Group” (PCG) og arbejder tæt sammen med EMASoH’s hovedstæder. Det diplomatiske spor forsøger at finde nye veje til at deeskalere spændinger og promovere tillid i det maritime domæne baseret på bred regional dialog omkring maritim sikkerhed.
| Dato                               | Ambassadør                       | Land    |
| ---------------------------------- | -------------------------------- | ------- |
| 17. februar 2020 - 16. august 2020 | Jeanette Seppen                  | Holland |
| 17. august 2020 - 31. august 2021  | Julie Elisabeth Pruzan-Jorgensen | Danmark |
| 1. september 2021 - idag           | Jakob Brix Tange                 | Danmark |

### Operation AGENOR – den militære søjle af EMASoH
Operation AGENOR er en militær mission, der frivilligt indsætter overflade- og luftenheder, som kommer fra de deltagende nationer i EMASoH. AGENOR’s hovedkvarter befinder sig i De Forenede Arabiske Emirater og kan deployeres på et krigsskib, hvis det skulle blive nødvendigt. Samarbejdet med De Forenede Arabiske Emirater gør, at EMASoH er helt i frontlinien og kan monitere den overordnede regionale sikkerhed og stabilitet ret præcist. På det operative niveau bliver Operation AGENOR styret af en fransk chef igennem hans operative hovedkvarter. Chefen er i dag kontreadmiral Emmanuel Slaars. På det taktiske niveau er der etableret en Task Force, der hedder TF474 (Operation AGENOR). Den bliver i dag ledet af den italienske styrkechef kontreadmiral Stefano Costantino.
Operation AGENOR opererer normalt med flåde- (typisk 2 fregatter) og luftfartøjer så som maritime overvågningsfly. Enhederne kan enten være direkte underlagt operationen eller som støtte til operationen. Hvis de kun støtter, har de normalt en anden opgave i området, som de primært løser. De militære enheder giver kendskab til det maritime miljø i operationsområdet til gavn for den civile skibstrafik, beroligende opkald og ledsagelse gennem Hormuzstrædet. Rederier kan frivilligt melde deres skib ind til et system, der hedder ”Voluntarily Reporting Area” (VRA), når de befinder sig i området.
| Dato                                | Chef                                 | Land     |
| ----------------------------------- | ------------------------------------ | -------- |
| 20. januar 2020 - 20. maj 2020      | Kontreadmiral Eric Janicot           | Frankrig |
| 20. maj 2020 - 1. september 2020    | Kommandør Ludivic Poitou             | Frankrig |
| 1. september 2020 - 13. januar 2021 | Kommandør Christophe Cluzel          | Frankrig |
| 13. januar 2021 - 17. april 2021    | Flotilleadmiral Carsten Fjord-Larsen | Danmark  |
| 17. april 2021 - 15. juli 2021      | Flotilleadmiral Anders Friis         | Danmark  |
| 15. juli 2021 - 9. januar 2022      | Kommandør Bruno de Vericourt         | Frankrig |
| 9. januar 2022 - 1. marts 2022      | Kommandør Nicolas du Chéné           | Frankrig |
| 1. marts 2022 - 6. juli 2022        | Kontreadmiral Tanguy Botman          | Belgien  |
| 6. juli 2022 - 27. januar 2023      | Kontreadmiral Stefano Costantino     | Italien  |
| 27. januar 2023 - 9. juni 2023      | Kontreadmiral Renaud Flamant         | Belgien  |
| 9. juni 2023 - 7. december 2023     | Kontreadmiral Mauro Panebianco       | Italien  |
| 7. december 2023 - 8. marts 2024    | Kontreadmiral Hans Huygens           | Belgien  |
| 8. marts 2024 - idag                | Kontreadmiral Gilles Colmant         | Belgien  |

## Eksterne links
- https://www.linkedin.com/company/emasoh
- https://www.twitter.com/EMASOH_AGENOR
- https://www.instagram.com/emasoh_agenor